# Distretto di Mueang Mae Hong Son
Il distretto di Mueang Mae Hong Son (in thailandese: เมืองแม่ฮ่องสอน) è un distretto (amphoe) della Thailandia, situato nella provincia di Mae Hong Son, della quale è il capoluogo.